# Klaushagen (Boitzenburger Land)
Klaushagen ist ein Ortsteil der Gemeinde Boitzenburger Land, welche zum Landkreis Uckermark im Land Brandenburg gehört. Das Straßenangerdorf ist erstmals im Jahre 1271 als Claweshagen urkundlich erwähnt worden. Bis zum Jahr 2001 gehörte Klaushagen als eigenständige Gemeinde zum damaligen Amt Boitzenburg.

## Ortsbild

### Lage
Klaushagen ist ein unmittelbares Nachbardorf des Gemeindezentrums Boitzenburg, welches im Nordnordosten liegt. Im Nordosten befindet sich Wichmannsdorf mit dem Wohnplatz Lindensee. Im Osten sind die Wohnplätze Sternthal und Kuhz gelegen. Im Süden liegen Jakobshagen mit dem Wohnplatz Egarsee und Herzfelde. Im Südwesten befindet sich Warthe mit Bröddin. Die nächsten Städte sind Templin, Lychen und Prenzlau.
Unweit von Klaushagen sind die Gewässer Großer, Mittlerer und Kleiner Suckowsee, der Trebowsee und etwas weiter westlich der Haussee und der Tiefe Clöwen gelegen.

### Historische Ortsteile
Zur ehemaligen Gemeinde Klaushagen gehörten noch folgende Wohnplätze, welche heute ebenfalls Teil der Gemeinde Boitzenburger Land sind: 
| - Lichtenhain - Suhrhof |

## Bevölkerungsentwicklung
| Jahr      | 1875 | 1890 | 1910 | 1925 | 1933 | 1946 | 1993 | 1994 | 1995 | 1996 | 1997 | 1998 | 1999 | 2000 | 2006 |
| --------- | ---- | ---- | ---- | ---- | ---- | ---- | ---- | ---- | ---- | ---- | ---- | ---- | ---- | ---- | ---- |
| Einwohner | 392  | 433  | 337  | 322  | 315  | 614  | 231  | 237  | 232  | 225  | 233  | 240  | 235  | 255  | 134  |

(Man beachte bei den sprunghaften Veränderungen zeitliche Distanzen, historische Ereignisse und Eingemeindungen.)

## Sehenswertes
- Die Dorfkirche Klaushagen ist eine rechteckige Feldsteinkirche aus der 2. Hälfte des 15. Jahrhunderts mit farbigen Zierfries; ursprünglich mit Schlitzfenster, Westturm mit verbrettertem Aufsatz und Zeltdach; Innen: 3-gesch. Altaraufsatz vom Anfang des 17. Jh., hölzerne Kanzel vom Anfang des 18. Jh., Ausmalung von 1901. Sie steht unter Denkmalschutz. (Siehe Liste der Baudenkmale in Boitzenburger Land)
- Die Schule und eine Neubauernstelle, bestehend aus Wohnstallhaus und Scheune, stehen unter Denkmalschutz.